# Keuruu
Keuruu este o comună din Finlanda.
Se găsește în partea de vest a Finlandei. Are o populație de 11.262 locuitori (în anul 2005) și ocupă o suprafață de 1.430,56 km², din care 172,59 km² reprezintă întinderi de apă. Densitatea populației este de 8,0 locuitori/km².